# Aktion Rheinland
L'Aktion Rheinland fu un'operazione organizzata dal gruppo della Resistenza di Düsseldorf guidato da Karl August Wiedenhofen. L'obiettivo era quello di consegnare la città alle truppe alleate senza combattere e proteggerla così da ulteriori distruzioni.

## La situazione ad aprile 1945
La Germania fu sull'orlo di capitolare: l'invasione Alleata aveva avuto successo sia in Normandia che in Sicilia, la Wehrmacht era stata sconfitta e si era ritirata. Inoltre, in molte zone la popolazione fu sempre più restia a continuare la guerra.
Alla fine di febbraio 1945 Düsseldorf si trovò sulla prima linea del fronte. All'inizio di marzo le truppe della 83ª divisione di fanteria statunitense occuparono Neuss e la riva sinistra del Reno, perciò i ponti sul Reno furono abbattuti. Il Gauleiter e Reichsverteidigungskommissar (commissario per la Difesa del Reich) Friedrich Karl Florian ordinò di fare terra bruciata: tutte le strutture di rifornimento e i mezzi di trasporto andavano distrutti e la popolazione doveva lasciare Düsseldorf.
La città, sotto costante fuoco alleato, fu completamente circondata dal 10 aprile 1945. A partire da maggio, i raid aerei alleati uccisero più di 5.000 civili e danneggiarono circa il 90% degli edifici. Il 12 giugno 1943 gli alleati scatenarono deliberatamente un'altra tempesta di fuoco.

## Il gruppo di Wiedenhofen
Aloys Odenthal e Theodor Winkens si incontravano per colloqui politici a Gerresheim fin dalla fine degli anni '30. L'architetto Odenthal era guidato dalla sua convinzione cristiana; era stato interrogato due volte dalla Gestapo per aver criticato il regime e fu minacciato di essere deportato in un campo di concentramento; Winkens, fornaio e pasticcere, all'epoca era impiegato presso il quartier generale della polizia locale ed era sposato con un'ebrea.
Nel 1943 l'avvocato Müller entrò in contatto con il gruppo della Resistenza di Düsseldorf guidato da Wiedenhofen. Ne facevano parte anche l'ingegnere e uomo d'affari Josef Knab e i maestri artigiani Ernst Klein, Josef Lauxtermann e Karl Kleppe. Inizialmente si riunivano due volte al mese senza pianificare o svolgere alcuna azione; l'obiettivo comune a tutti era la liberazione della Germania dal nazionalsocialismo.
Dall'estate del 1944 al gruppo si unì anche il vice capo della polizia Otto Goetsch. Sebbene fosse un funzionario statale di alto rango oltre che membro del NSDAP, fu fondamentalmente contrario al nazionalsocialismo.

## Preparazione e attuazione del piano
A causa dell'escalation della situazione intorno a Düsseldorf, il 15 febbraio 1945 si decise di passare all'azione e di preparare la consegna della città senza combattere agli Alleati in avanzata.

La polizia fu considerata l'unica organizzazione armata degna di fiducia in grado di garantire lo svolgimento dell'operazione. Tramite Josef Knab fu stabilito il contatto con il comandante della Schutzpolizei Franz Jürgens, noto per aver rifiutato con veemenza il comando di un gruppo di agenti di polizia e di uomini del Volkssturm. Il primo incontro con Jürgens ebbe luogo solo due giorni prima dell'azione.

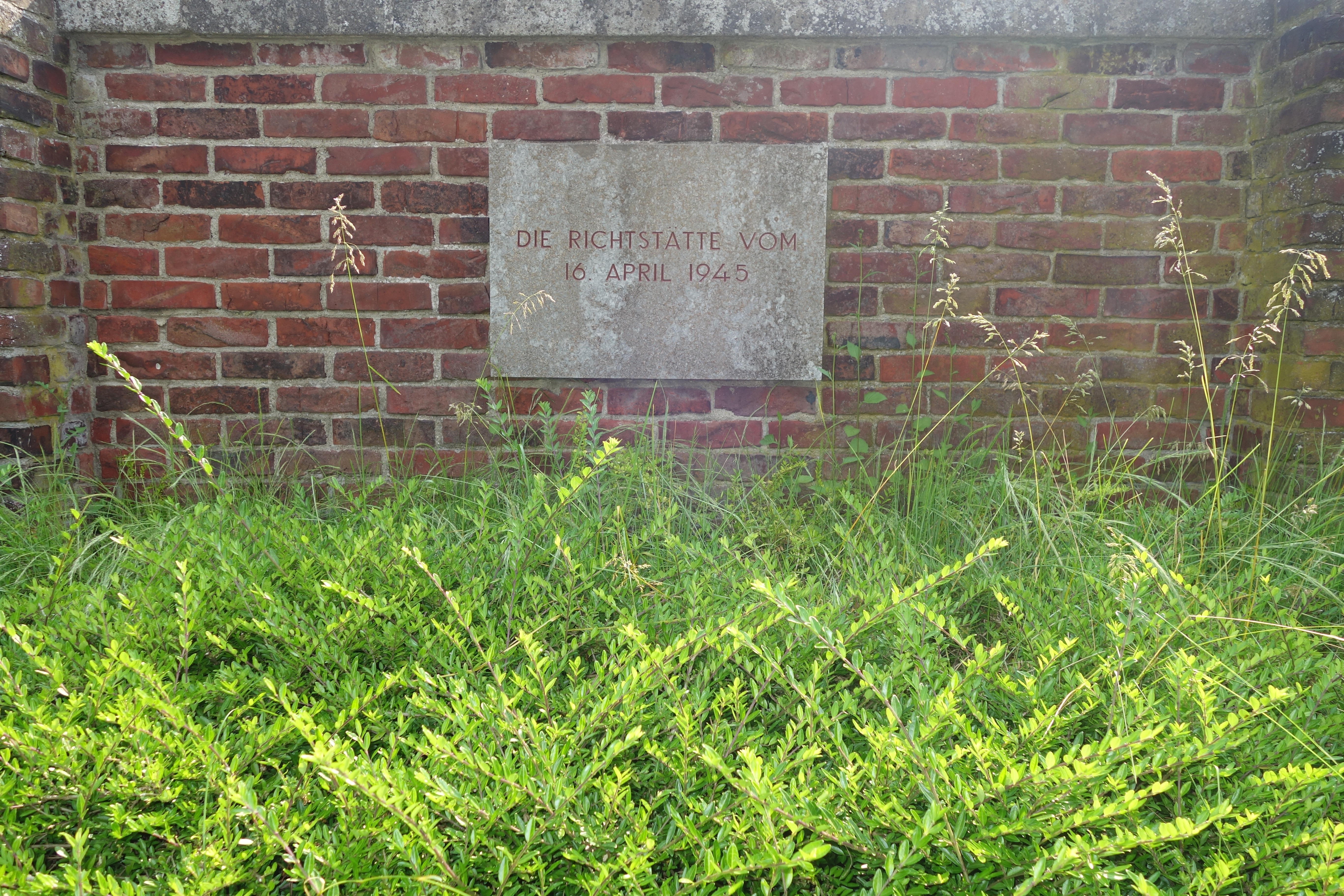
Targa commemorativa sul luogo dell'esecuzione.

 Il piano fu discusso il 15 aprile; la ditigenza della polizia doveva essere eliminata. L'imprenditore edile Theodor Andresen e lo studente Hermann Weill si unirono al gruppo come rinforzi. Il 16 aprile Odenthal, Wiedenhofen, Knab, Müller e Andresen si incontrarono con Jürgens al quartier generale della polizia alla presenza del capitano Gehrke, vice di Jürgen.
Solo da questo momento l'azione prese il nome di Aktion Rheinland.
Il capo della polizia di Düsseldorf SS-Brigadefuhrer August Korreng fu rinchiuso in una cella del quartier generale della polizia e Jürgens assunse il comando. Il vice capo della polizia Goetsch e il tenente colonnello Jürgens autorizzarono Wiedenhofen ad agire come negoziatore per la città di Düsseldorf.

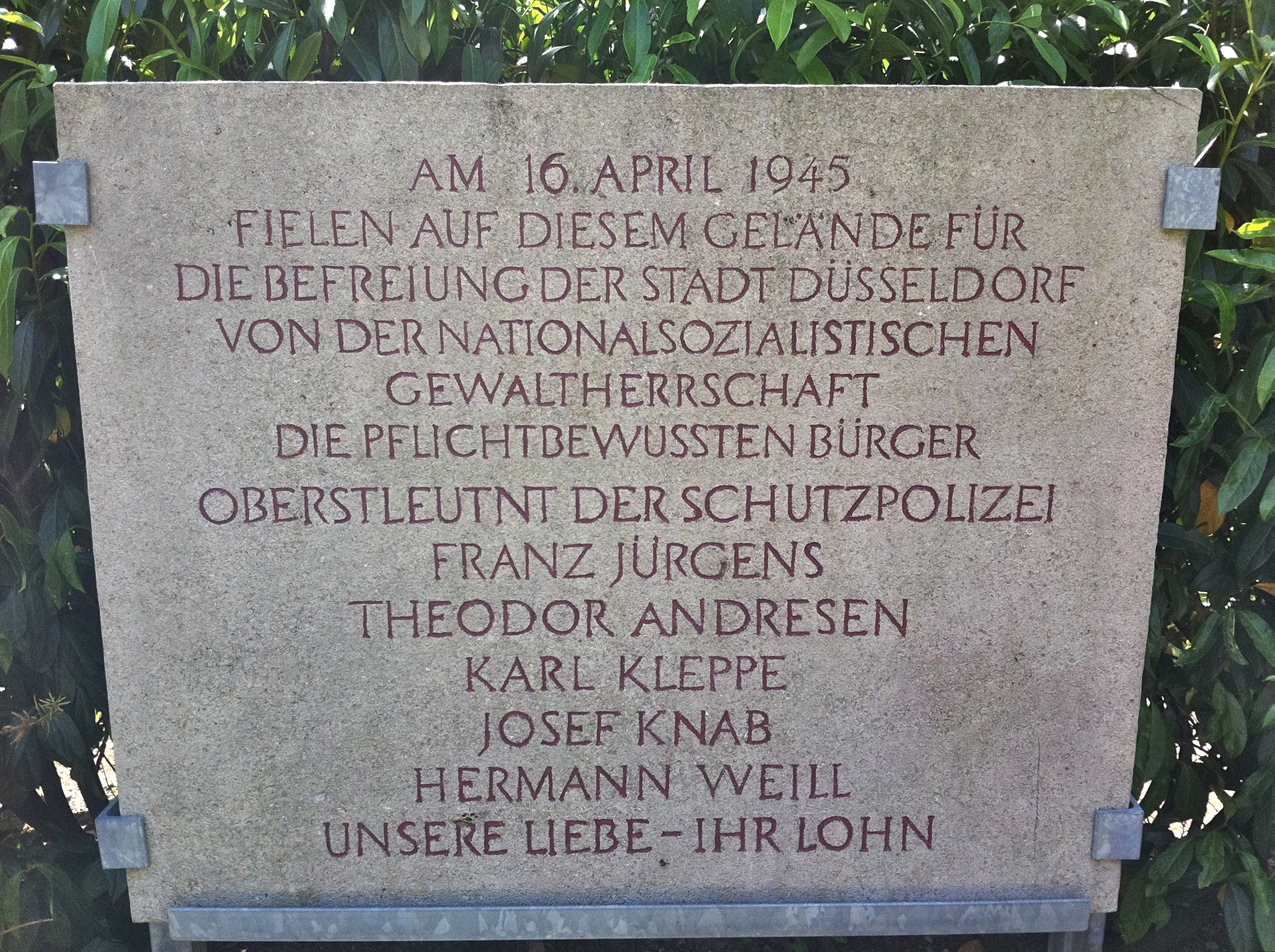
Memoriale in Anton-Betz-Strasse, vicino al luogo dell'esecuzione.

Poco tempo dopo, il piano saltò e Korreng fu liberato nel tardo pomeriggio. Alcuni dei resistenti fuggirono, altri furono arrestati. Anche Goetsch riuscì a scappare e si nascose insieme a Karl Müller. Il 18 aprile si mise a disposizione degli alleati.
August Wiedenhofen e Aloys Odenthal raggiunsero le truppe alleate nei pressi di Mettmann nel pomeriggio del 16 aprile 1945 e, dopo lunghe trattative, riuscirono a consegnare la città alle truppe alleate senza combattimenti. Il raid aereo di 800 bombardieri previsto per il 17 aprile alle ore 01:10 fu bloccato letteralmente all'ultimo minuto. Il 17 aprile gli americani si trasferirono a Düsseldorf senza combattere. Odenthal e Wiedenhofen furono alla testa della colonna dei carri armati ed entrarono al quartier generale della polizia. La notte precedente Gehrke fu assolto, mentre Jürgens, Andresen, Kleppe, Knab e Weill furono condannati a morte dalla corte marziale per tradimento e uccisi nel cortile della "Allgemeinen Berufsschule", oggi "Franz-Jürgens-Berufskolleg", sulla Färberstraße 34.
I corpi, sepolti e riesumati poco tempo dopo, furono sottoposti ad autopsia il 1º giugno 1945; su quelli di Knab e Andresen furono riscontrati gravi segni di maltrattamenti.

## Nel dopoguerra

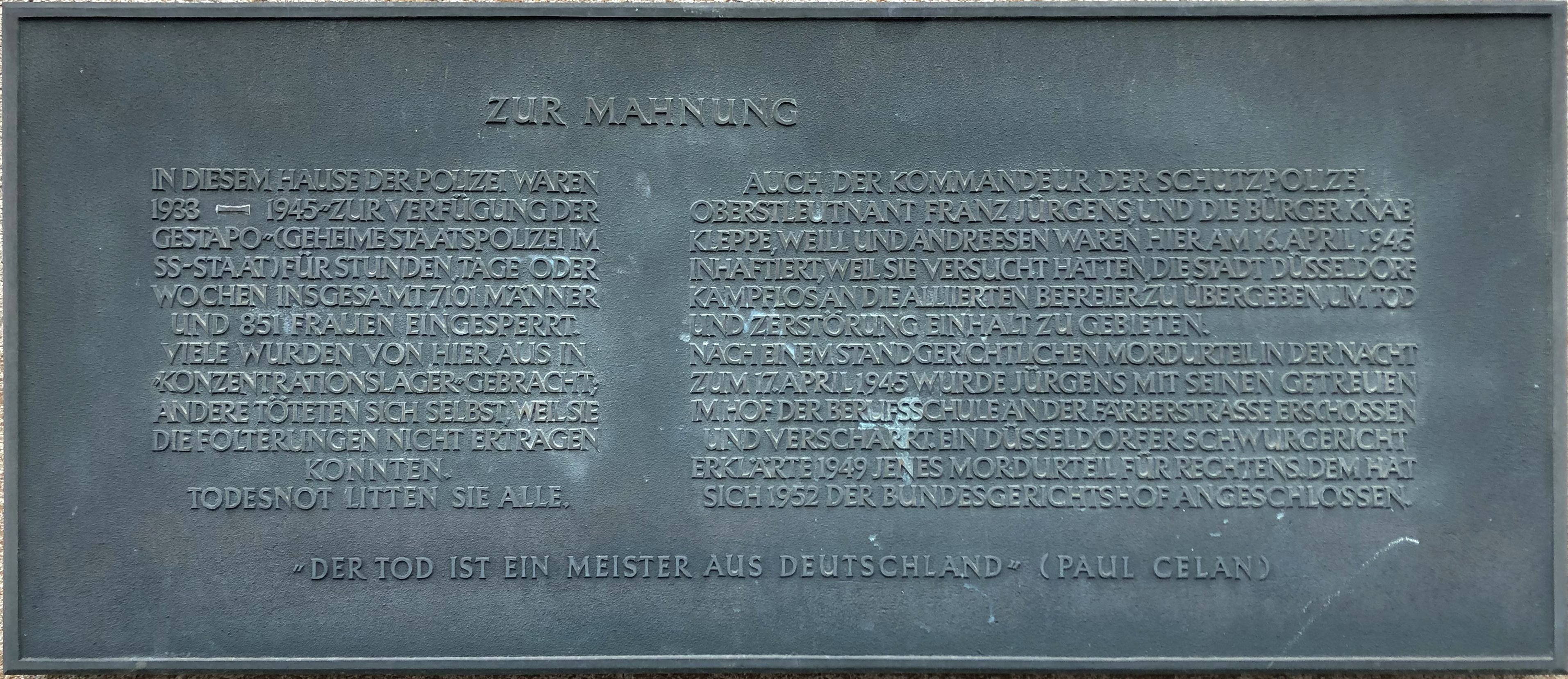
Targa commemorativa "Zur Mahnung" presso la questura di Düsseldorf.

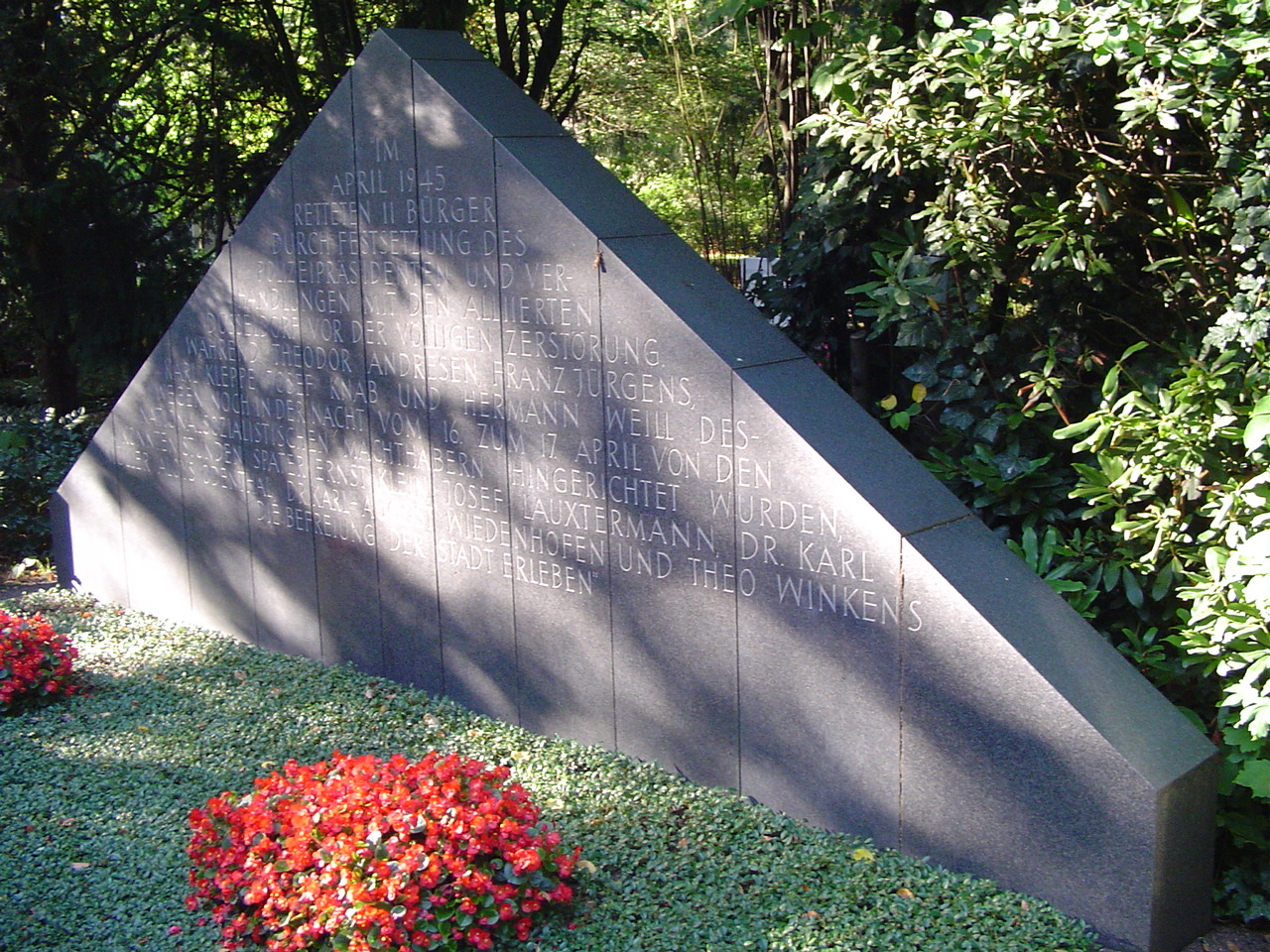
Memoriale al cimitero nord di Düsseldorf, eretto il 17 aprile 1995. Scultore Peter Rübsam.

Le condanne a morte, scaturite dai procedimenti della corte marziale, furono riesaminate in quattro procedimenti giudiziari tra il 1948 e il 1952 e giudicate legali dalla Corte federale di giustizia. Dopo il 1998 furono riviste grazie alla legge che abrogava le precedenti condanne errate nazionalsocialiste.
I combattenti della resistenza coinvolti ricevettero numerosi riconoscimenti. I giustiziati furono sepolti nei memoriali del cimitero di Düsseldorf, nel Gerresheimer Waldfriedhof e nel cimitero di Stoffel. Furono eretti monumenti commemorativi e alle vittime furono intitolate strade e piazze. Aloys Odenthal ricevette la cittadinanza onoraria a Düsseldorf nel 1985.
Il 17 aprile 2011 il sindaco Dirk Elbers inaugurò il Sentiero della Liberazione, sei stele erette nelle stazioni lungo il percorso fatto da Odenthal e Wiedenhofen per raggiungere le forze alleate.
Nel 2012 è stata allestita una sala commemorativa nel "Franz-Jürgens-Berufskolleg".

## Persone coinvolte negli eventi del 16 e 17 aprile 1945
- Theodor Andresen (1907–1945), imprenditore edile;
- Otto Goetsch (1900–1962), vice capo della polizia di Düsseldorf;
- Carl Bernhard Hettmer, direttore organizzativo del gruppo intorno a Wiedenhofen;
- Franz Jürgens (1895–1945), comandante della Schutzpolizei di Düsseldorf;
- Karl Kleppe (1889–1945), maestro pittore;
- Josef Knab (1894-1945), ingegnere e uomo d'affari;
- Ernst Klein (1900–1964), mastro falegname;
- Josef Lauxtermann (1898–1972), mastro fornaio;
- Karl Müller (1893–1949), avvocato;
- Aloys Odenthal (1912–2003), architetto;
- Herman Weill (1924–1945), studente;
- Karl August Wiedenhofen (1888–1958), avvocato;
- Theodor Winkens (1897–1967), impiegato presso la questura di Düsseldorf.

Ed anche:
- Friedrich Karl Florian (1894–1975), Gauleiter di Düsseldorf e commissario per la difesa del Reich;
- August Korreng (1878 – 7 giugno 1945, suicida), SS-Brigadeführer e capo della polizia di Düsseldorf;
- Karl Brumshagen, presidente della corte marziale di Jurgens;
- Walter Model (1891–1945), feldmaresciallo e comandante della città di Düsseldorf dal 1945;
- Maggiore Peiper, presidente della Corte marziale di Andresen, Kleppe, Knab e Weill.